# دایرزبورگ (تنسی)
دایرزبورگ(به انگلیسی: Dyersburg) شهری در ایالت تنسی کشور ایالات متحده آمریکا است که جمعیت آن در سرشماری سال ۲۰۱۰ میلادی، ۱۷٬۱۴۵ نفر بوده‌است.

#### تاریخچه
سرزمین‌هایی که دایرزبورگ را در بر می‌گرفت، در اصل توسط مردم چیکاساو سکونت داشتند. با ادامه گسترش به سمت غرب، ملت Chickasaw از ادعاهای خود بر تنسی غربی از طریق مجموعه ای از معاهده ها صرف نظر کردند، که در نهایت با توافق نهایی امضا شده در سال 1818 به اوج خود رسید.

#### قرن 19
در سال 1823، مجمع عمومی تنسی دو شهرستان جدید را بلافاصله در غرب رودخانه تنسی تأسیس کرد که شهرستان دایر یکی از آنها بود.
سرهنگ جان مک‌آیور و جوئل اچ. دایر 60 هکتار (240000 متر مربع) را برای صندلی جدید شهرستان، که به درستی دایرزبورگ نامیده می‌شود، در یک مکان مرکزی در داخل شهرستان به نام «مک‌آیورز بلوف» اهدا کردند. دایر در سال 1825 شهر را مورد بررسی قرار داد و 86 قطعه زمین را ساخت. این شهرستان (و مقر این شهرستان) به نام پدر جوئل دایر، سرهنگ رابرت هنری دایر نامگذاری شد. 